# Gia Tộc Rồng
Gia Tộc Rồng (tựa gốc tiếng Anh: House of the Dragon) là một phim truyền hình của Mỹ sáng tạo bởi George R. R. Martin và Ryan Condal. Đây là phần tiền truyện của series phim truyền hình Trò chơi vương quyền (2011–2019), dựa theo cuốn tiểu thuyết Fire & Blood năm 2018 của tác giả Martin. Phim được Condal và đạo diễn Miguel Sapochnik đồng dẫn chương trình; lấy bối cảnh 200 năm trước các sự kiện của Game of Thrones và 172 năm trước sự ra đời của Daenerys Targaryen, ghi lại các sự kiện đẫm máu khiến nhà Targaryen suy tàn quyền lực, một cuộc nội chiến để tranh dành Ngai Sắt, được gọi là "Vũ điệu của Bầy Rồng".
House of the Dragon chính thức được sản xuất vào tháng 10 năm 2019 với việc tuyển diễn viên vào tháng 7 năm 2020 và buổi chụp ảnh chính vào tháng 4 năm 2021 tại Anh. Phần 1 của phim gồm 10 tập, được khởi chiếu lần đầu tiên vào ngày 21 tháng 8 năm 2022 trên kênh HBO và HBO Max.
Ngày 26 tháng 8 năm 2022, chưa đầy một tuần sau khi công chiếu tập 1, phim thông báo sẽ có phần 2. Sapochnik sẽ rời khỏi vị trí dẫn chương trình sau phần đầu tiên, để Condal là người dẫn chương trình duy nhất cho phần 2. Phần 1 của House of the Dragon nhận được nhiều đánh giá tích cực, với nhiều lời khen về sự phát triển của nhân vật, hiệu ứng hình ảnh, biên kịch, nhạc phim và diễn xuất của các diễn viên (đặc biệt là Considine, Smith, D'Arcy, Alcock và Cooke). Tuy nhiên, thời gian thay đổi quá nhanh qua các tập phim và ánh sáng quá tối ở một số cảnh lại bị chỉ trích. Buổi công chiếu tập 1 của phim được hơn 10 triệu khán giả theo dõi trong ngày đầu tiên, lớn nhất trong lịch sử của HBO. Phần 2 của phim được ấn định ra mắt vào ngày 16 tháng 6 năm 2024 với 8 tập phim.
Tháng 1 năm 2023, phim giành được Giải Quả cầu vàng cho Phim truyền hình hay nhất - Chính kịch và D'Arcy được đề cử cho hang mục Nữ diễn viên chính xuất sắc nhất trong phim truyền hình - Chính kịch. Phim cũng nhận được 9 đề cử tại Giải Primetime Emmy, bao gồm cả Phim chính kịch xuất sắc nhất và giành được 3 giải tại British Academy Television Craft Awards. Đối với phần 2, phim đã nhận được một đề cử tại Giải Nghiệp đoàn diễn viên màn ảnh, và D'Arcy nhận được một đề cử giải Quả cầu vàng khác.

## Nội dung

### Nội dung phim

#### Phần 1
Mở đầu của bộ phim là sự kiện tại Đại hội đồng năm 101 AC ở Harrenhal, Viserys được chọn để kế vị Ngai Sắt. Chín năm sau, vua Viserys I Targaryen quyết định chọn người con duy nhất Rhaenyra Targaryen sẽ kế vị Ngai Sắt thế ông và bắt tất cả phải thề trung thành với cô. Trong khi đó, vợ của nhà vua, Aemma Arryn qua đời vì mổ đẻ, con của bà cũng chết ngay sau đó. Viserys tái hôn với tiểu thư Alicent Hightower, đồng thời là bạn thân của Rhaenyra. Hoàng tử Daemon sau khi bị anh trai Viserys từ bỏ tư cách thừa kế đã liên minh với lãnh chúa Colys Velaryon, cùng nhau tái chiếm vùng Stepstones. Khi Alicent hạ sinh Aegon, các lãnh chúa khuyên nhà vua nên đổi người thừa kế sang cho hoàng tử Aegon vì con trai xứng đáng hơn con gái, nhưng vua Viserys bác bỏ tất cả và vẫn chọn Rhaenyra làm người kế vị.
Daemon trở về từ chiến thắng ở Stepstones, anh từ bỏ vương miệng "Vua biển Hẹp" của mình, điều này giúp quan hệ giữa hai anh em trở lại bình thường. Nhưng ngay sau đó, Viserys đày Daemon trở lại xứ Vale vì anh muốn cưới Rhaenyra nhằm lấy quyền lực cho mình. Đồng thời, Viserys cũng phế chức "Bàn tay nhà vua" của Ser Otto Hightower khi nhận ra ông ta đang thao lúng mình vì lợi ích cá nhân. Một khoảng thời gian sau, Rhaenyra kết hôn với Ser Laenor Velaryon, con trai của Lãnh chúa Corlys.
Mười năm sau, Rhaenyra và Laenor có với nhau 3 người con, là Jaecarys Velaryon, Lucerys Velaryon và Joffrey Velaryon. Sau quá nhiều tin đồn về huyết thống, Rhaenyra cùng gia đình đến Dragonstone, nơi mà người thừa kế được sinh sống khi được chọn để kế vị Ngai Sắt. Trong khi đó, ở Essos, Laena Velaryon, vợ của Daemon khó sinh và cô quyết định chết dưới ngọn lửa của Vhagar như một kỵ sĩ rồng. Sau đám tang của Laena ở Driftmark, Aemond Targaryen bị mù một mắt khi cố tranh chấp để sở hữu được con rồng Vhagar, con rồng lớn nhất Bảy vương quốc lúc bấy giờ.
Khi Viserys qua đời, Alicent và Ser Otto đã bất chấp di chúc của nhà vua, công bố Aegon lên ngôi tại Hố Rồng, trở thành Aegon II Targaryen. Tại Dragonstone, khi biết tin mình bị cướp ngôi, Rhaenyra vô cùng tức giận, đứa con trong bụng cô cũng chết non. Để chuẩn bị cho cuộc chiến có thể xảy ra, Rhaenyra lệnh cho Jacaerys đến xứ Vale và phương Bắc nhằm có được sự ủng hộ của hai đại gia tộc Arryn và Stark; còn con thứ Lucerys thì đến gặp lãnh chúa Borros Baratheon ở Storm End. Tuy nhiên, cậu đã thất bại trong việc thuyết phục lãnh chúa Borros theo phe mẹ mình và đã hy sinh cùng con rồng Arrax trước Aemond và Vhagar. Sau cái chết của con trai, Rhaenyra quyết tâm trả thù và giành lại Ngai Sắt.

### Rồng
Có tất cả 17 con rồng được xuất hiện trong phim. Đây là thời kì thịnh vượng và phát triển nhất của nhà Targaryen khi rồng bay khắp nơi trên bầu trời Westeros. Nội dung phim xoay quanh vấn đề về cuộc nội chiến, tranh giành quyền lực giữa 2 phe "Black"  của Rhaenyra Targaryen và phe "Green" của Alicent Hightower. Ngoài quân đội của các lãnh chúa đồng minh thì rồng cũng được sử dụng cho hầu hết các trận chiến.
Quyển Fire & Blood đề cập: "Thật khó để một người đàn ông trở thành một kỵ sĩ rồng, nhưng rồng giết rồng thì có thể". Khi một đứa trẻ nhà Targaryen sinh ra, chúng sẽ được đặt ở trong nôi cùng với một quả trứng rồng, nhằm hy vọng cả hai sẽ phát triển cùng nhau.
Rhaenyra cưỡi Syrax; người chú và chồng của cô, Hoàng tử Daemon Targaryen cưỡi Caraxes; và dì của cô, Công chúa Rhaenys Targaryen, vợ của Lãnh chúa Corlys Velaryon cưỡi Meleys.
Sapochnik xác nhận con rồng lớn nhất là Vhagar. Ông miêu tả, Vhagar là con rồng già khó tính, khi bay trên hay hạ cánh như một 'cơn ác mộng'. Còn lúc con rồng ngồi dây, chạy đà và bay lên như một máy bay ném bom B52.

## Diễn viên

### Diễn viên chính
- Paddy Considine vai Vua Viserys I Targaryen (phần 1 - khách mời phần 2): Ông là vị vua thứ năm của Bảy vương quốc, được biết đến là "một vị vua tài giỏi, tốt bụng và tử tế". Viserys được chính ông nội của mình, vua Jaehaerys I cùng hội đồng các lãnh chúa lớn nhỏ chọn để kế vị Ngai Sắt vào năm 101 AC. Ông là kỵ sĩ rồng cuối cùng của "Nỗi kinh hoàng đen" Balerion trước khi nó chết vì tuổi già.[15]
- Emma D'Arcy vai Công chúa/Nữ hoàng Rhaenyra Targaryen: Cô là con cả và là người thừa kế của vua Viserys I, là một kỵ sĩ rồng khi mới lên 7 tuổi, con rồng của cô tên Syrax. Cô được ca ngợi là "Niềm hân hoan của vương quốc" khi còn trẻ. Rhaenyra được phong làm nữ hoàng bởi người chồng, người chú Daemon và những người ủng hộ cô tại Dragonstone, sau khi em trai cùng cha khác mẹ của cô soán ngôi.[15][16]

Milly Alcock vai Rhaenyra Targaryen khi còn trẻ (phần 1 - khách mời phần 2).
- Matt Smith vai Hoàng tử Daemon Targaryen: Anh là em trai của vua Viserys I, cháu nội của vua Jaehaerys I, đồng thời là chú và là chồng của Rhaenyra. Daemon là một hiệp sĩ mạnh mẽ, mưu trí, sở hữu thanh kiếm thép Valyrian Dark Sister và là một kỵ sĩ rồng giàu kinh nghiệm, con rồng của anh tên Caraxes, hay còn được gọi là "Blood Wyrm".[15]
- Rhys Ifans vai Ser Otto Hightower: Ông là "Bàn tay của nhà vua", cha ruột của Alicent, người phục vụ cho cả hai đời vua Viserys I và Aegon II. Khi con gái Alicent của ông trở thành nữ hoàng, Ser Otto âm mưu đưa cháu trai Aegon II lên Ngai Sắt, thay vì Rhaenyra. Ông rất ghét Daemon, luôn tìm cách loại trừ anh ta.[15]
- Olivia Cooke vai Hoàng hậu/Thái hậu Alicent Hightower: Cô là con gái của Ser Otto, được sinh sống trong Red Keep và là người vợ kế của vua Viserys I. Alicent là người hài hước, duyên dáng và nhạy bén trong vấn đề chính trị.[15]

Emily Carey vai Alicent khi còn trẻ (phần 1).
- Steve Toussaint vai Lãnh chúa Corlys Velaryon: Ông được biết đến với biệt danh "Sea Snake", là lãnh chúa của Nhà Velaryon, người đi biển thành công nhất trong lịch sử của Bảy vương quốc. Sau ông trở thành "Bàn tay của Nữ hoàng" cho Rhaenyra.[17] Nhà Velaryon cũng mang dòng máu Valyria như Nhà Targaryen, là một gia tộc quyền lực và sở hữu hải quân lớn nhất Bảy vương quốc.[15][18]
- Eve Best vai Công chúa Rhaenys Targaryen (phần 1 - 2): Bà là vợ của lãnh chúa Corlys, hay còn được gọi là "The Queen Who Never Was". Rhaenys cũng là một kỵ sĩ rồng, con rồng của bà tên Meleys - "The Red Queen". Trước đây, vua Jaehaerys I đã chọn hai người cháu của mình là bà và Viserys cho ngôi vị Ngai Sắt, người cai quản Bảy vương quốc; và kết quả thuộc về em họ Viserys của bà.[15]
- Fabien Frankel vai Ser Criston Cole: Anh là một hiệp sĩ tài giỏi đến từ Dornish Marches, là con trai của lãnh chúa Blackhaven, đồng thời cũng là chỉ huy Đội vệ vương thay thế cho Ser Harrold Westerling sau khi Aegon II lên ngôi, đồng thời cũng thế Ser Otto làm "Bàn tay của vua".[15]
- Sonoya Mizuno vai Mysaria: Cô là một vũ công ở nhà thổ, sinh ra ở Westeros và là người bạn tin cậy của hoàng tử Daemon. Sau này Mysaria được biết đến với biệt danh "White Worm" và là lãnh đạo của một mạng lưới điệp viên khắp King's Landing và là quân sư cho Rhaenyra để dành lại Ngai Sắt.[15]
- Tom Glynn-Carney vai Hoàng tử/Vua Aegon II Targaryen: Anh là con trai cả của vua Viserys I và Alicent, em trai cùng cha khác mẹ với Rhaenyra, chồng của em gái Helaena và là cha của hai người con Jaehaerys và Jaehaera. Anh đã nghe theo sự giải thích của mẹ mình và soán ngôi của chị gái Rhaenyra. Aegon II là kỵ sĩ của Sunfyre, con rồng được xem là đẹp nhất của Bảy vương quốc.[15]

Ty Tennant vai Aegon II Targaryen khi còn nhỏ (phần 1).
- Ewan Mitchell vai Hoàng tử Aemond Targaryen: Anh là con trai thứ hai của vua Viserys và Alicent, cháu trai Daemon và là em cùng cha khác mẹ với Rhaenyra. Aemond khao khát sở hữu một con rồng cho riêng mình và đã trở thành kỹ sĩ rồng của Vhagar sau khi Laena qua đời. Anh được biết đến với cái tên "Aemond một mắt" sau khi bị mất mắt trái trong một cuộc ẩu đả với các cháu trai của mình, điều đã khiến anh trở thành một người hung hãn và đáng sợ sau này.[15]

Leo Ashton vai Aemond Targaryen khi còn nhỏ.
- Phia Saban vai Công chúa/Hoàng hậu Helaena Targaryen: Cô là con gái của vua Viserys và Alicent, là vợ của Aegon II và có với nhau hai người con. Helaena có tính cách trầm lắng, thích ở một mình, hay sưu tầm những côn trùng nhỏ, cô thường lẩm bẩm với những lời tiên tri khó hiểu. Helaena cũng có một con rồng tên là Dreamfyre.

Evie Allen vai Helaena Targaryen khi còn nhỏ (phần 1).
- Harry Collett vai Hoàng tử Jacaerys "Jace" Velaryon: Cậu là con cả của Rhaenyra và Ser Laenor. Jacaerys cũng là một kỵ sĩ rồng, con rồng của cậu tên Vermax.[15]

Leo Hart vai Jacaerys Velaryon khi còn nhỏ (phần 1).
- Bethany Antonia vai Baela Targaryen: Cô là con gái lớn của Laena và Daemon. Baela cũng là một kỵ sĩ rồng, con rồng của cô tên Moondancer. Cô cũng có một người em gái sinh đôi là Rhaena Targaryen.[15][19]

Shani Smethurst vai Baela Targaryen khi còn nhỏ (phần 1).
- Phoebe Campbell vai Rhaena Targaryen: Cô là con gái nhỏ của Laena và là em gái sinh đôi của Baela.[15]

Eva Ossei-Gerning vai Rhaena Targaryen khi còn nhỏ (phần 1).
- Matthew Needham vai Lãnh chúa Larys Strong: Anh là con trai nhỏ của lãnh chúa Lyonel Strong, là một người mưu mô, một cố vấn tin cậy cho Alicent, là kẻ đứng sau cái chết của cha Lyonel và anh trai Ser Harwin. Larys được biết đến với tên "Clubfoot" do có một dị tật bẩm sinh ở chân khiến anh phải đi khập khiễng, là người kế vị cha mình với tư cách là lãnh chúa Harrenhal và người đứng đầu Nhà Strong.
- Graham McTavish vai Ser Harrold Westerling (phần 1): Ông là một hiệp sĩ dày dặn kinh nghiệm của Đội vệ vương, phục vụ từ thời vua Jaehaerys I. Ser Harrold ban đầu được giao nhiệm vụ trông coi và bảo vệ công chúa Rhaenyra, sau đó ông thay thế Ser Ryam Redwyne làm chỉ huy Đội vệ vương.[15]
- Jefferson Hall vai Lãnh chúa Jason Lannister/Ser Tyland Lannister: Jason là lãnh chúa của thành Casterly Rock, người đứng đầu Nhà Lannister và là người cai quản phương Tây. Người em sinh đôi của Jason là Ser Tyland, một chính trị gia mưu mô và xảo quyệt, đồng thời là chủ quản tàu bè cho vua Viserys. Sau này, anh thay thế lãnh chúa Lyman Beesbury làm chủ quản tiền tệ sau khi Aegon II lên ngôi.[15]
- Kurt Egyiawan vai Grand Maester Orwyle: Ông là học sĩ của Citadel, người thay thế Mellos làm Đại học sĩ trong tiểu hội đồng của vua Viserys I và tiếp tục giữ chức vụ của mình dưới thời của Aegon II.
- Kieran Bew vai Hugh Hammer (phần 2): Anh là một thợ rèn ở King's Landing và là kỵ sĩ mới của con rồng Vermithor.
- Abubakar Salim vai Alyn xứ Hull (phần 2): Anh là con hoang của Corlys và là một thủy thủ phục vụ cho Nhà Velaryon, là người đã cứu lãnh chúa Corlys khỏi chết đuối trong trận chiến tại Stepstones.
- Clinton Liberty vai Addam xứ Hull (phần 2): Anh là con hoang của Corlys và là thợ đóng tàu trong hạm đội Velaryon. Sau anh được Seasmoke lựa chọn và trở thành một kỵ sĩ rồng.
- Tom Taylor vai Lãnh chúa Cregan Stark (phần 2): Anh là lãnh chúa trẻ của Winterfell và là người cai trị phương Bắc. Cregan rất xem trọng lời thề mà nhà Stark đã nói.
- Tom Bennett vai Ulf White (phần 2): Anh là một cư dân ở King's Lansding, tự nhận mình là con hoang của Nhà Targaryen và là kỵ sĩ mới của con rồng Silverwing.
- Ellora Torchia vai Kat (phần 2).
- Freddie Fox vai Ser Gwayne Hightower (phần 2): Anh là con trai của Ser Otto và anh trai của Alicent.

Will Willoughby vai Ser Gwayne Hightower khi còn trẻ (phần 1).
- Gayle Rankin vai Alys Rivers (phần 2): Cô là một người chữa bệnh bí ẩn ở Harrenhal và phục vụ cho Nhà Strong.
- Simon Russel Beale vai Ser Simon Strong (phần 2): Ông là chú của Larys và hiện đang là người cai quản thành Harrenhal.

### Diễn viên khác

#### Nhà Targaryen
- Michael Carter vai Vua Jaehaerys I Targaryen: Ông được biết đến với biệt danh "Vị Vua Già" hay "Nhà Thông Thái", là vị vua thứ 4 của Nhà Targaryen và là một trong những vị vua vĩ đại nhất Westeros, cai trị đến 55 năm. Jaehaerys là ông nội của Visery I, Daemon, Rhaenys, Aemma và từng là kỵ sĩ của con rồng Vermithor.[20]
- Emeline Lambert vai Alyssa Targaryen (phần 2): Bà là vợ của Hoàng tử Baelon Targaryen và là mẹ của Vua Viserys I và Hoàng tử Daemon. Cô từng là kỵ sĩ của Meleys. Alyssa xuất hiện trong một ảo ảnh của Daemon ở Harrenhal.
- Imogen Ruby Little vai Daenerys Targaryen: Cô là hậu duệ của Nhà Targaryen xuất hiện trong Game of Thrones (trước đó do Emilia Clarke thủ vai).

#### Nhà Velaryon
- John Macmillan vai Ser Laenor Velaryon (phần 1): Anh là con trai của Rhaenys và Corlys, là người chồng đầu tiên của Rhaenyra. Laena và Rhaenyra kết hôn và có với nhau ba người con là Jacaerys, Lucerys và Joffrey. Sau này anh giả chết để Rhaenyra và Daemon có thể thuận lợi kết hôn, đồng thời cùng người tình đồng giới của mình trốn quá Essos.[8][15]

Theo Nate vai Laenor Velaryon khi còn trẻ (phần 1).
Matthew Carver vai Laenor Velaryon khi còn nhỏ (phần 1).
- Nanna Blondell vai Công nương Laena Velaryon (phần 1 - khách mời phần 2): Cô là con gái của Rhaenys và Corlys. Laena và Daemon kết hôn và có với nhau hai người con gái sinh đôi là Baela và Rhaena, sau cùng cô chết vì khó sinh.[8][15][21]

Savannah Steyn vai Laena Velaryon khi còn trẻ (phần 1).
Nova Foueillis-Mose vai Laena Velaryon khi còn nhỏ (phần 1).
- Wil Johnson vai Ser Vaemond Velaryon (phần 1): Anh là em trai của Corlys, đồng thời là chỉ huy hải quân của Nhà Velaryon.[8][15] Sau cùng anh bị Daemon giết vì bôi nhọ huyết thống ba người con trai của Rhaenyra.
- Elliott Grihoult vai Hoàng tử Lucerys "Luke" Velaryon (phần 1): Cậu là con trai thứ hai của Rhaenyra và Ser Laenor. Lucerys cũng là một kỵ sĩ rồng, con rồng của cậu tên Arrax. Sau cậu bị giết bởi Vhagar và Aemon trong khi thuyết phục lãnh chúa Borros theo phe của mẹ mình.

Harvey Sadler vai Lucerys Velaryon khi còn nhỏ (phần 1).
- Oscar Eskinazi vai Hoàng tử Joffrey Velaryon: Cậu là con trai út của Rhaenyra và Ser Laenor, là kỵ sĩ của con rồng Tyraxes. Joffrey cùng Aegon, Viserys (hai người con của Rhaenyra và Daemon) được Rhaena đưa đến Eyrie để Jeyne Arryn bảo vệ.
- Arty Froushan vai Ser Qarl Correy: Anh là một hiệp sĩ, đồng  thời là người tình đồng tính của Ser Laenor, sau anh cùng Laenor trốn đến Essos.
- Solly McLeod vai Ser Joffrey Lonmouth: Anh là hiệp sĩ của Nhà Lonmouth và là người tình đồng tính của Ser Laenor. Ser Joffrey bị Ser Criston đánh chết trong tiệc cưới của Rhaenyra và Laenor.
- Haqi Ali vai Kelvyn: Ông là Maester của Driftmark, phục vụ cho Nhà Velaryon.

#### Nhà Arryn
- Sian Brooke vai Hoàng hậu Aemma Arryn (phần 1): Bà là mẹ ruột của công chúa Rhaenyra và là vợ cả của vua Viserys. Aemma sau cùng qua đời vì khó sinh.
- Rachel Redford vai Công nương Rhea Royce (phần 1): Cô là người thừa kế của Runestone và là người vợ bị ghẻ lạnh của Hoàng tử Daemon, bị chính anh sát hại.
- Owen Oakeshott vai Ser Gerold Royce: Anh là em họ của Công nương Rhea Royce.
- Amanda Collin vai Công nương Jeyne Arryn (phần 2): Cô là người đứng đầu Nhà Arryn và người quản lý phương Đông. Jeyne đã gặp Jacaerys Velaryon ở Eyrie và đồng ý giữ nguyên lời thề rằng sẽ ủng hộ việc Nữ hoàng Rhaenyra Targeryen đòi Ngai Sắt, nhưng điều kiện cần phải có một con rồng đến bảo vệ xứ Vale.

#### Nhà Hightower
- Steffan Rhodri vai Hobert Hightower: Ông là người đứng đầu Nhà Hightower và người cai trị Oldtown, anh trai của Ser Otto.
- Alana Ramsey vai Lynesse Hightower: Bà là vợ của Hobert, xuất hiện trong lần sinh nhật 2 tuổi của Aegon II, bà cũng trò truyện cùng Alicent và phu nhân Ceira Lannister.

#### Nhà Lannister
- Lucy Briers vai Công nương Ceira Lannister: Bà là mẹ của lãnh chúa Jason Lannister và Ser Tyland Lannister.

#### Nhà Baratheon
- Julian Lewis Jones vai Lãnh chúa Boremund Baratheon (phần 1): Ông là lãnh chúa của Storm's End, người đứng đầu Nhà Baratheon và lãnh chúa tối cao của vùng Stormlands. Boremund cũng là anh họ bên ngoại của công chúa Rhaenys và là cháu chắt của người sáng lập đại gia tộc Baratheon, Orys Baratheon - anh trai cùng cha khác mẹ của vua Aegon Nhà chinh phạt.
- Roger Evans vai Ser Borros Baratheon: Anh là con trai của lãnh chúa Boremund Baratheon.
- Paul Leonard vai Beric Dondarrion: Ông là lãnh chúa của Blackhaven và là người đứng đầu Nhà Dondarrion. Beric đã bị Rhaenyra từ chối do tuổi cao trong lần cô đi tìm hôn phu của mình ở phần 1.

#### Nhà Stark
- David Hounslow vai Lãnh chúa Rickon Stark: Ông là lãnh chúa của thành Winterfell và là người đứng đầu Nhà Stark ở thời vua Viserys I.

#### Nhà Strong
- Gavin Spokes vai Lãnh chúa Lyonel Strong (phần 1): Ông là một người đáng tin cậy, "Bàn tay nhà vua" của vua Viserys I. Lyonel là lãnh chúa của thành Harrenhal, sau cùng ông bị chết cháy cùng con trai Ser Harwin.[15]
- Ryan Corr vai Ser Harwin Strong (phần 1): Anh là con trai cả của lãnh chúa Lyonel Strong và là người thừa kế của thành Harrenhal. Ser Harwin được biết đến với cái tên "Breakbones" và được xem là người đàn ông mạnh mẽ nhất của Bảy vương quốc. Harwin cũng là cha ruột của Jacaerys, Lucerys và Joffrey Velaryon; sau anh và cha mình bị chết cháy tại Harrenhal.[15]
- Graeme McKnight vai Paxter Strong: Anh là cháu trai của Ser Simon Strong.
- Paul Valentine vai Germund Strong: Anh cũng là cháu trai của Ser Simon Strong.

#### Nhà Tully
- Tony Woodhead vai Ryman Mallister: Anh là một hiệp sĩ, và là con trai của lãnh chúa Lymond Mallister xứ Seagard. Sau cái chết của Ser Ryam Redwyne, Ryman là ứng cử viên để thay thế vị trí của ông trong Đội Vệ vương, nhưng anh đã bị Rhaenyra bỏ qua, thay vào đó là chọn Ser Crison Cole.
- Archie Barnes vai Oscar Tully: Cậu là cháu trai của lãnh chúa Grover Tully, người kế vị ông với tư cách là "Lãnh chúa của Riverrun", người đứng đầu Nhà Tully và "Lãnh chúa tối thượng vùng Trident".[22]
- Kenneth Collard vai Forrest Frey: Ông là chồng của phu nhân Sabitha Frey.
- Sarah Woodward vai Sabitha Frey: Bà là vợ của lãnh chúa Forrest Frey.
- Antonio Magro vai Petyr Piper: Ông là lãnh chúa của Pinkmaiden và là người đứng đầu Nhà Piper của Riverlands.
- Turlough Convery vai Walys Mooton: Ông là lãnh chúa của Maidenpool và là người đứng đầu Nhà Mooton của Riverlands.
- John-Paul Hurley vai Lãnh chúa Darry: Ông là lãnh chúa của Lâu đài Darry và là người đứng đầu Nhà Darry của Riverlands.
- Anna Francolini vai Phu nhân Mallister: Bà là phu nhân của Seaguard và là người đứng đầu Nhà Mallister của Riverlands.

#### Nhà Tyrell
- Joanna David vai Joselyn Redwyne: Bà là phu nhân của Arbor và là vợ của Lãnh chúa Nhà Redwyne vùng Reach.
- Paul Hickey vai Lãnh chúa Allun Caswell (phần 1): Ông lãnh Chúa của Bitterbridge và là người đứng đầu Nhà Caswell. Allun đã gặp Rhaenyra khi cô được triệu tập đến phòng của Alicent. Ông chúc mừng cô và Laenor về đứa con trai mới sinh của họ, Joffrey. Ông cũng là người ủng hộ việc Rhaenyra giành lại ngai vàng.[23]

#### Nhà Blackwood
- Jack Parry-Jones vai Ser Willem Blackwood (mùa 2): Anh là thành viên Nhà Blackwood của Raventree Hall và là người cầu hôn Rhaenyra. Willem giết Jerrel Bracken trong một cuộc tranh chấp, sau khi gọi anh là "craven".

Alfie Todd vai Ser Willem Blackwood khi còn trẻ (phần 1).
- Kieran Burton vai Davos Blackwood: Anh là người Nhà Blackwood. Sau khi gia đình anh chọn ủng hộ Nữ hoàng Rhaenyra Targaryen, anh đã cãi nhau với Ser Aeron Bracken về vụ tranh chấp đất đai mà cuối cùng dẫn đến Trận chiến ở cối xay cháy.

#### Nhà Bracken
- Chris David Storer vai Humfrey Bracken (phần 1): Ông là cha của Amos Bracken và Jerrel Bracken và là chú của Ser Aeron Bracken. Đồng thời là lãnh chúa của Stone Hedge và là người đứng đầu Nhà Bracken vùng Riverlands. Humfrey chết ngoài màn ảnh không rõ nguyên nhân và con trai cả của ông là Amos kế vị ông làm Lãnh chúa của Stone Hedge.
- Gabriel Scott vai Jerrel Bracken (phần 1): Anh là thành viên của Gia tộc Bracken xứ Stone Hedge, và là người cầu hôn Rhaenyra.
- Tim Faraday vai Amos Bracken: Anh là con trai cả của lãnh chúa Humfrey Bracken, người kế vị ông với tư cách là lãnh chúa của Stone Hedge và là người đứng đầu Nhà Bracken của Riverlands.  Anh gặp hoàng tử Daemon và Ser Willem Blackwood nhưng từ chối nhượng bộ bất chấp lời đe dọa của Daemon rằng anh ta sẽ bị thiêu sống bằng Caraxes. Amos bị đánh bại trong trận chiến bởi Willem và Nhà Blackwoods, những người chiếm Stone Hedge, buộc Nhà Bracken phải phục tùng Daemon.
- Ryan Kopel vai Aeron Bracken: Anh là cháu trai của lãnh chúa Humfrey Bracken. Sau khi gia đình anh chọn ủng hộ Aegon II, anh đã cãi nhau với Davos Blackwood về tranh chấp đất đai mà cuối cùng đã dấn đến Trận chiến ở cối xay cháy, nơi Aeron bị giết.
- Aedan Day vai Raylon Bracken: Anh là con trai của lãnh chúa Amos Bracken, và là một trong những lãnh chúa vùng Riverlord có mặt khi Lãnh chúa Oscar Tully tuyên bố ý định chiến đấu vì Nữ hoàng Rhaenyra Targaryen.

#### King's Landing
- David Horovitch vai Grand Maester Mellos (phần 1): Ông là học sĩ của Citadel, đồng thời cũng là một Đại học sĩ trong tiểu hội đồng, bác sĩ riêng của vua Viserys I.[15]
- Bill Paterson vai Lãnh chúa Lyman Beesbury (phần 1): Ông là lãnh chúa của Honeyholt và là người đứng đầu nhà Beesbury, đồng thời cũng là Chủ quản tiền tệ trong tiểu hội đồng của vua Viserys I, sau ông bị giết hại vì không ủng hộ Aegon II lên ngôi.[15]
- Paul Kennedy vai Lãnh chúa Jasper Wylde: Hay được gọi là "Ironrod", ông là lãnh chúa của Nhà Rain và là người đứng đầu Nhà Wylde. Jasper Wylde thay thế Lyonel Strong làm Chủ quản pháp luật trong tiểu hội đồng của vua Viserys I và tiếp tục giữ chức vụ của mình dưới thời Vua Aegon II.
- Alexis Raben vai Talya: Cô là một trong những hầu gái bên cạnh Nữ hoàng Alicent và là gián điệp của Mysaria.
- Maddie Evans vai Dyana: Cô hầu gái bị Hoàng tử Aegon Targaryen cưỡng hiếp.
- Michelle Bonnard vai Sylvi (phần 2): Bà là chủ của một nhà chứa và là bạn của Aemond.
- Sam C. Wilson vai Blood (mùa 2): Anh là một thành viên bất mãn của Đội vệ vương, được thuê để thâm nhập vào Red Keep.
- Mark Stobbart vai Cheese (phần 2): Anh là một người bắt chuột làm việc ở Red Keep và hợp tác với Blood.
- Eddie Eyre vai Axell Bulwer: Ông là một hiệp sĩ của Nhà Targaryen. Ông chiến đấu trong Trận chiến tại Rook's Rest và báo hiệu chiến thắng của phe Xanh khi đầu rồng Meleys bị cắt đứt được diễu hành qua các đường phố của King's Landing.
- Nina Barker-Francis vai Jayne: Cô là người thay mặt Mysaria tiếp cận Ser Errek và Arrek Cargyll để hỏi về tung tích của Hoàng tử Aegon.
- Samson Kayo vai Mujja: Anh là bạn nhậu của Ulf White tại King's Landing.
- James Doherty vai Cley: Anh là bạn nhậu của Ulf White ở King's Landing.
- Robert Rhodes vai Silver Denys: Anh là một hạt giống rồng tới Dragonstone theo lệnh của Rhaenyra, là người đầu tiên tiến lên muốn giành lấy Vermithor nhưng bị con rồng thêu sống.
- Gary Raymond vai Đại tu sĩ: Ông là người đứng đầu của Đức tin Bảy vị thần trong thời kỳ trị vì của vua Jaeherys và Viserys Targaryen.
- Simon Chandler vai Eustace: Ông là một tu sĩ của Thất diện thần. Sau cái chết của vua Viserys, Eustace xức dầu thánh trong lễ đăng quang của Aegon.
- Paul Clayton vai Lãnh chúa Merryweather (phần 1): Ông là lãnh chúa của Longtable và là người đứng đầu Nhà Merryweather vùng Reach.
- Miriam Lucia vai Phu nhân Lady Fell (phần 1): Bà là phu nhân của Felwood và là người đứng đầu Nhà Fell ở Stormlands. Sau cái chết của vua Viserys, bà trong triều đình cùng với nhiều lãnh chúa và phu nhân khác và từ chối công nhận Aegon II là vua và bị giam cầm cùng với lãnh chúa Merryweather vì tội phản quốc.
- Edward Rowe vai Howland Sharp: Anh là thợ săn Hoàng gia của vua Viserys, người giám sát cuộc săn bắn hoàng gia tại Kingswood cho lễ 2 tuổi của hoàng tử Aegon.

#### Đội Vệ Vương/Vệ Binh Hoàng Hậu
- Garry Cooper vai Ser Ryam Redwyne (phần 1): Ông là chỉ huy già của Đội vệ vương dưới thời vua Viserys I.
- Elliott Tittensor vai Ser Erryk Cargyll (phần 1 - 2): Anh là anh em sinh đôi của Ser Arryk Cargyll và là thành viên Đội vệ vương của vua Viserys I, sau này anh là Đội vệ vương của nữ hoàng Rhaenyra.
- Luke Tittensor vai Ser Arryk Cargyll (phần 1 - 2): Anh là anh em sinh đôi của Ser Erryk Cargyll và là thành viên Đội vệ vương của cả vua Viserys I và vua Aegon II.
- Anthony Flanagan vai Ser Steffon Darklyn (phần 2): Anh là một thành viên trong Đội vệ vương của vua Viserys I và Rhaenyra sau này.
- Max Wrottesley vai Ser Lorent Marbrand: Anh là một thành viên trong Đội vệ vương của vua Viserys I và nữ hoàng Rhaenyra sau này.
- Tok Stephen vai Ser Eddard Waters (phần 2): Anh là bạn đồng hành và là kẻ xu nịnh của Aegon II.
- Ralph Davis vai Ser Leon Estermont (phần 2): Anh là một hiệp sĩ của Nhà Estermont, bạn đồng hành và là kẻ xu nịnh của Aegon II.
- Vincent Regan vai Ser Rickard Thorne (phần 2): Anh là một thành viên của đội về vương của vua Aegon II.

#### Hội đồng phe Đen
- Jordon Stevens vai Elinda Massey: Cô là một trong những thị nữ của Rhaenyra và là con gái của lãnh chúa Gormon Massey.
- Phil Daniels vai Maester Gerardys: Ông là một Maester ở Dragonstone.
- Nicholas Jones vai Lãnh chúa Bartimos Celtigar: Ông là lãnh chúa của Đảo Claw và là người đứng đầu Nhà Celtigar. Bartimos cũng là thành viên của hội đồng gồm các lãnh chúa và hiệp sĩ ủng hộ việc Rhaenyra giành lại ngai vàng.
- Michael Elwyn vai Lãnh chúa Simon Staunton: Ông là lãnh chúa của Rook's Rest và là người đứng đầu Nhà Staunton. Ông cũng là thành viên của hội đồng gồm các lãnh chúa và hiệp sĩ ủng hộ Rhaenyra giành lại ngai vàng.
- Jamie Kenna vai Ser Alfred Broome (phần 2): Anh là một hiệp sĩ của nhà House Broome, phục vụ cho Rhaenyra ở Dragonstone.
- James Dreyfus vai Gormon Massey: Ông là cha của Elinda Massey. Gormon là người đứng đầu Nhà Massey của Crownlands.
- Steven Pacey vai Gunthor Darklyn (phần 2): Ông là cha của Ser Steffon Darklyn, là lãnh chúa của Duskendale và là người đứng đầu Nhà Darklyn của Crownlands.  Sau vụ cướp phá Duskendale, ông từ chối thề trung thành với Vua Aegon II và bị Ser Criston Cole xử tử.

#### Nhân vật ở Essos
- Daniel Scott-Smith vai Craghas Drahar (phần 1): Anh là hoàng tử-đô đốc của Myrish, phục vụ cho Hội tam hoàng, là người chỉ huy xâm chiếm vùng Stepstones. Drahar hay được gọi là "Crabfeeder" vì sở thích để cua ăn kẻ thù của mình, sau cùng anh chết dưới tay của hoàng tử Daemon.
- Dean Nolan vai Hoàng tử Reggio Haratis: Ông là người cai trị danh nghĩa của Thành phố Tự do Pentos. Anh cũng là đồng minh của Daemon Targaryen và Laena Velaryon.
- Abigail Thorn vai Sharako Lohar: Cô là chỉ huy của hạm đội Triarchy.

#### Nhân vật khác
- James Norton vai Lãnh chúa Ormund Hightower (phần 3).[24]
- Tommy Flanagan vai Lãnh chúa Roderick Dustin (phần 3).[25]
- Dan Fogler vai Ser Torrhen Manderly (phần 3).[25]

## Danh sách tập phim

### Phần 1 (2022)
Tập đầu tiên được lên sóng vào ngày 21 tháng 8 năm 2022 trên kênh HBO và HBO Max.
| TT. | Tiêu đề                  | Đạo diễn           | Biên kịch                  | Ngày phát hành gốc   | Người xem tại U.S. (triệu) |
| --- | ------------------------ | ------------------ | -------------------------- | -------------------- | -------------------------- |
| 1 | "Heirs of the Dragon"    | Miguel Sapochnik   | Kịch bản: Ryan Condal      | 21 tháng 8 năm 2022  | 2.17                       |
| Trong triều đại của "Vị vua già" Jaehaerys I Targaryen, các con trai của ông đều đã chết nên không còn ai kế vị thay ông. Do đó, một Đại hội đồng được triệu tập ở Harrenhal để công khai chọn ra người cai trị tiếp theo cho Westeros, giúp tránh xảy ra mâu thuẫn tranh giành Ngai Sắt. Luật Westerosi ưu tiên người thừa kế là nam hơn là nữ, bất kể thứ tự sinh. Cháu trai của Jaehaerys, Hoàng tử Viserys Targaryen được chọn để kế vị thay vì chị họ của anh, Công chúa Rhaenys Targaryen (do cô là phụ nữ). Chín năm sau, trong triều đại của Vua Viserys I Targaryen, một liên minh được thành lập bởi các thành phố tự do của Essos là Hội Tam hoàng đe dọa đến vương quốc bằng cách muốn chiếm vùng Stepstone, nhưng nhà vua phớt lờ và xem nhẹ chuyện này. Trong khi đó, Viserys cố kiềm chế sự tàn bạo của em trai mình, Hoàng tử Daemon Targaryen (hiện là chỉ huy Đội gác thành ở King's Landing). Vợ của nhà vua, Vương hậu Aemma Arryn sắp sinh. Tin rằng vợ mình sẽ sinh ra một Hoàng tử để thừa kế, Viserys đã tổ chức giải đấu thương ngựa để ăn mừng. Tại sự kiện này, hiệp sĩ Dornish Ser Criston Cole đánh bại Daemon trong một cuộc thi đấu kiếm, cùng lúc đó, Aemma chết sau khi sinh mổ và con trai bà cũng chết ngay sau đó. "Bàn tay nhà vua", Ser Otto Hightower đề xuất rằng người con còn sống duy nhất của nhà vua, Công chúa Rhaenyra nên được phong là người thừa kế ngai vàng. Sau cuộc tranh chấp với Daemon, Viserys đã loại bỏ tư cách thừa kế của anh và tuyên bố con gái cả Rhaenyra là người cai trị Westeros tiếp theo và bắt tất cả mọi người phải thề chung thành với cô. |                          |                    |                            |                      |                            |
| 2 | "The Rogue Prince"       | Greg Yaitanes      | Ryan Condal                | 28 tháng 8 năm 2022  | 2.26                       |
| Sáu tháng sau khi Rhaenyra được chọn là người thừa kế Ngai Sắt, Daemon tự ý chiếm đóng đảo Dragonstone (vốn dĩ thuộc về người thừa kế là Rhaenyra) dưới sự hỗ trợ của những người trung thành trong Đội gác thành. Hoàng tử-Đô đốc Craghas Drahar (còn được biết đến với cái tên Crabfeeder) đã tấn công vùng Stepstones theo lệnh của Hội Tam hoàng, Rhaenyra đề nghị dùng vũ lực để giải quyết chiến sự nhưng bị bác bỏ. Thay vào đó, cô được yêu cầu tìm một hiệp sĩ Kingsguard mới để bảo vệ mình. Bỏ qua lời khuyên của nhiều người, Rhaenyra chọn Ser Criston Cole, một hiệp sĩ có kinh nghiệm chiến đấu. Theo lệnh của cha mình là Ser Otto Hightower, Alicent đến an ủi Viserys một cách bí mật kể từ khi vợ nhà vua qua đời; Alicent khuyên nhà vua và Rhaenyra nên thảo luận về việc tái hôn. Lãnh chúa Corlys và vợ ông, Công chúa Rhaenys đề xuất với nhà vua là hợp nhất các gia tộc của Valyrian lại thông qua hôn nhân với cô con gái 12 tuổi Laena Velaryen của họ, nhưng bị nhà vua từ chối. Trong khi đó, Tiểu hội đồng biết được rằng Daemon tự nhận mình là người thừa kế thực sự, đánh cắp một quả trứng rồng và có ý định kết hôn với tình nhân Mysaria làm vợ. Ser Otto đi cùng một đội quân nhỏ đến Dragonstone để lấy lại quả trứng rồng. Sau cùng được Rhaenyra giải quyết khi khuyên thành công chú Daemon nhận sai những tuyên bố không đúng của mình và trả lại quả trứng cho cô. Viserys thông báo rằng ông sẽ kết hôn với Tiểu thư Alicent, điều này khiến Lãnh chúa Corlys tức giận, ông sau đó tìm đến Daemon để đề xuất một liên minh. |                          |                    |                            |                      |                            |
| 3 | "Second of His Name"     | Greg Yaitanes      | Gabe Fonseca & Ryan Condal | 4 tháng 9 năm 2022   | 1.75                       |
| Trong ba năm, nhà Velaryon của Lãnh chúa Corlys và Hoàng tử Daemon chiến đấu ở Stepstones mà không có bất kỳ sự viện trợ nào đến từ King's Landing, nơi nhà vua và các lãnh chúa vẫn giữ thái độ trung lập về tình hình. Tại kinh thành, Vua Viserys tổ chức một cuộc đi săn để kỷ niệm sinh nhật lần thứ hai cho con trai Aegon của ông và Hoàng hậu Alicent. Rhaenyra buồn bã khi cha cô lẫn mọi người xung quanh đều đổ dồn sự chú ý vào Aegon, mối quan hệ của họ càng trở nên căng thẳng khi Viserys yêu cầu Rhaenyra kết hôn để tạo nên một liên minh mạnh mẽ và bảo vệ dòng dõi của họ. Trong số những người cầu hôn có Lãnh chúa Jason Lannister của Casterly Rock, một kẻ mà Rhaenyra phản đối vì tính cách tự cao, tham lam của anh ta. Lãnh chúa Lyonel Strong đề nghị Rhaenyra kết hôn với Ser Laenor Velaryon, con trai của Lãnh chúa Corlys, nhằm xóa bỏ rạn nứt giữa hai nhà Targaryen và nhà Velaryon. Theo lời khuyên của anh trai Hobert, Otto Hightower thúc giục con gái Alicent thuyết phục nhà vua chuyển quyền thừa kế sang cho Aegon để nâng cao quyền lực và uy tín của Nhà Hightower. Viserys đảm bảo với Rhaenyra rằng cô vẫn là người thừa kế và sẽ không bao giờ thay đổi, từ đây mối quan hệ cha con Viserys mới bớt căng thẳng. Sau khi Ser Vaemond Velaryon lén lúc cầu xin sự giúp đỡ từ nhà vua, Viserys đã bằng lòng và gửi viện trợ đến Stepstones. Daemon rất tức giận khi việc này đã ngăn cản việc anh chứng minh mình là một nhà lãnh đạo giỏi trước mặt anh trai Viserys. Sau đó, anh quyết định giả bộ đầu hàng, lừa quân lính của Crabfeeder ra khỏi các hang, rồi dùng rồng và quân đội thành công tiêu diệt quân lính của Hội tam hoàng, giết chết Crabfeeder. |                          |                    |                            |                      |                            |
| 4 | "King of the Narrow Sea" | Clare Kilner       | Ira Parker                 | 12 tháng 9 năm 2022  | 1.81                       |
| Với sự giúp đỡ của Lãnh chúa Boremund Baratheon, Rhaenyra đã từ chối tất cả những người cầu hôn tại Storm's End. Hoàng tử Daemon cũng trở về từ Stepstones trên lưng con rồng Caraxes, anh từ bỏ vương miệng "Vua Biển Hẹp" và thề trung thành với Vua Viserys. Một bữa tiệc linh đình được tổ chức khi hai anh em nhà vua đoàn tụ, Alicent tâm sự với Rhaenyra rằng cô thật sự cô đơn và nhớ về tình bạn trước kia giữa họ. Rhaenyra cải trang thành một cậu bé, lẻn ra ngoài cùng chú Daemon để khám phá King's Landing. Daemon quyến rũ Rhaenyra nhưng giữa họ không xảy ra quan hệ tình dục. Thay vào đó, Rhaenyra lại quyến rũ và quan hệ tình dục cùng Ser Criston Cole khi cô trở lại Red Keep. Mật báo thông báo cho Ser Otto về chuyện của Daemon và Rhaenyra khi họ trốn ra ngoài thành. Sau khi Ser Otto nói với nhà vua, Viserys rất tức giận, từ chối yêu cầu lấy Rhaenyra làm vợ của Daemon và đày anh trở lại xứ Vale, vì ông biết Daemon muốn lợi dụng cuộc hôn nhân này để lấy quyền lực cho mình. Còn Rhaenyra, Viserys lệnh cho cô kết hôn với Ser Laenor Velaryon nhằm tránh tai tiếng. Đồng thời, nhà vua cũng bãi nhiệm chức "Bài tay nhà vua" của Ser Otto, khi nhận ra Otto luôn thao túng ông vì lợi ích cá nhân. Viserys cũng bảo Grand Maester Mellos mang trà mặt trăng cho Rhaenyra uống phòng trường hợp cô có thai. |                          |                    |                            |                      |                            |
| 5 | "We Light the Way"       | Clare Kilner       | Charmaine DeGraté          | 18 tháng 9 năm 2022  | 1.83                       |
| Khi trở lại Runestone ở xứ Vale, Daemon giết Rhea Royce, người vợ bị anh ghẻ lạnh. Viserys và Rhaenyra đến Driftmark để trao đổi về cuộc hôn nhân giữa công chúa và Ser Laenor, điều này khiến Lãnh chúa Corlys Velaryon hài lòng. Rhaenyra biết xu hướng tính dục của Laenor và đề xuất rằng cả hai sẽ thực hiện nghĩa vụ hôn nhân mà hoàng gia giao phó. Trước khi rời King's Landing, Ser Otto cảnh báo với Alicent rằng nếu Rhaenyra ngồi lên Ngai Sắt, các con của cô sẽ bị coi là mối đe dọa. Alicent không nói gì sau khi biết sự thật về Rhaenyra và Ser Criston. Tại buổi lễ hôn nhân của Rhaenyra và Laenor, Alicent bước vào hội trường với chiếc áo choàng màu xanh lá cây, đây là màu chủ đạo của Nhà Hightower như một lời kêu gọi vũ trang. Ser Gerold Royce chất vấn Daemon, tuyên bố rằng anh đã sát hại người em họ Rhea của mình, nhưng Daemon phủ nhận và yêu cầu anh ta thừa kế tài sản của Rhea Royce. Mặt khác, người yêu đồng giới của Laenor, Ser Joffrey Lonmouth nhận ra Ser Criston yêu Rhaenyra và nên đề nghị cả hai phải bảo vệ bí mật của nhau. Bị uy hiếp, Criston tức giận đánh chết Joffrey. Để tránh vụ việc thêm rắc rối, Rhaenyra và Laenor phải kết hôn trong âm thầm. Biết mình phạm phải sai lầm lớn, Ser Criston chuẩn bị tự sát nhưng được Alicent ngăn cản. |                          |                    |                            |                      |                            |
| 6 | "Princess and the Queen" | Miguel Sapochnik   | Sara Hess                  | 25 tháng 9 năm 2022  | 1.86                       |
| Mười năm sau, Rhaenyra sinh đứa con thứ ba của mình tên là Joffrey. Vương hậu Alicent tiếp tục nghi ngờ huyết thống của đứa trẻ như hai anh trai Jacaerys và Lucerys là không phải con của Ser Laenor Velaryon, vì tóc của cả 3 có màu nâu chứ không phải màu bạch kim như nhà Targaryen hay nhà Velaryon. Viserys phớt lờ lời thỉnh cầu của Alicent khi cô tuyên bố các con trai của Rhaenyra là những đứa con hoang nên không có quyền kế vị. Ser Criston Cole, hiện đang phục vụ cho Alicent, đẩy Ser Harwin vào cuộc chiến vì những tin đồn về Rhaenyra. Alicent mắng Aegon vì đã chơi khăm em trai Aemond của mình, sau đó nói rằng anh phải chuẩn bị tinh thần để một ngày nào đó chiến đấu giành lấy ngai vàng. Daemon và Laena đến thăm Essos cùng với hai cô con gái Baela và Rhaena, nơi Hoàng tử Pentos ban cho họ quyền lực như một lãnh chúa để đổi lấy một liên minh chống lại Hội Tam hoàng, lực lượng đã giành lại được Stepstones. Sau một cơn đau đẻ, Laena không thể sinh con, cô đã ra lệnh cho rồng Vhagar thiêu sống chính mình. Để hòa giải mâu thuẫn đang có, Rhaenyra đề nghị con trai Jacaerys của mình kết hôn với Helaena, con gái của Alicent nhưng Alicent thẳng thừng từ chối. Ser Lyonel Strong muốn từ chức 'Bàn tay nhà vua' vì những tin đồn liên quan đến con trai ông, Ser Harwin. Nhưng vua Viserys từ chối, ông cũng cho phép Ser Lyonel trở về Harrenhal một thời gian ngắn cùng với Ser Harwin. Lời chia tay xúc động của Ser Harwin với Rhaenyra và các con của cô cho thấy anh chính là cha ruột của cả 3. Alicent tâm sự với Larys Strong, cô mong muốn cha mình được tái nhiệm lại chức vụ 'Bàn tay nhà vua'. Tại Harrenhal, Ser Lyonel và Ser Harwin chết trong một đám cháy, và người đứng sau thực hiện là Larys, khiến Vương hậu phải mắc nợ anh. Sau quá nhiều nghi ngờ về huyết thống, Rhaenyra, Laenor và ba người con chuyển đến Dragonstone. |                          |                    |                            |                      |                            |
| 7 | "Driftmark"              | Miguel Sapochnik   | Kevin Lau                  | 2 tháng 10 năm 2022  | 1.88                       |
| Vua Viserys và hội đồng của mình tham dự lễ tang của Công nương Laena ở Driftmark. Rhaenyra và Daemon đoàn tụ và thân thiết với nhau. Sau quá nhiều rạn nứt, Viserys không thể hòa giải với Daemon. Hoàng tử Aemond tuyên bố Vhagar là rồng của mình, gây ra một cuộc chiến với anh em họ và cháu trai, trong đó Lucerys dùng dao hủy đi một con mắt của Aemond. Muốn trả thù cho con mình, Alicent lao vào Lucerys với con dao găm bằng thép Valyrian của Viserys nhằm khoét mắt Lucerys. Rhaenyra chặn Alicent khiến bàn tay của cô bị thương. Khi ai cũng biết các con của Rhaenyra là con hoang, Viserys ra lệnh cho bất kỳ ai nghi ngờ tính hợp pháp của chúng thì sẽ bị cắt lưỡi. "Bàn tay của Vua", Otto Hightower sau đó nói với Alicent rằng họ sẽ thắng thế, trong khi Rhaenyra và Daemon đoàn kết chống lại Alicent và những người ủng hộ cô. Để tiếp tục dòng dõi Valaryon chính thống, Công chúa Rhaenys thúc giục Lãnh chúa Corlys truyền tước hiệu của mình cho cháu gái của họ, Baela, vì Laenor không phải cha của những đứa con của Rhaenyra. Một màn kịch được diễn ra, Ser Qarl giết Laenor, Rhaenys và Corlys tin rằng thi thể cháy đen đó là của con trai họ. Trong khi đó, Daemon và Rhaenyra kết hôn trong âm thầm theo truyền thống Valyrian cổ để duy trì dòng máu Targaryen thuần khiết. Giả chết thành công, Laenor bí mật bỏ trốn khỏi Driftmark cùng với Ser Qarl. |                          |                    |                            |                      |                            |
| 8 | "Lord of the Tides"      | Geeta Vasant Patel | Eileen Shim                | 9 tháng 10 năm 2022  | 1.73                       |
| Sáu năm trôi qua, vị trí kế vị của nhà Velaryon bị đe dọa khi Lãnh Chúa Corlys Velaryon bị thương nặng khi chiến đấu ở Stepstones. Anh trai của ông, Ser Vaemond Velaryon đề đơn thỉnh cầu người thừa kế của Corlys lên Hoàng gia, và nói rằng Lucerys không hợp lệ. Rhaenyra, Daemon và con cái của họ trở lại King's Landing để bảo vệ quyền lợi cho Lucerys. Họ nhìn thấy Vua Viserys nằm liệt giường và bị biến dạng vì bệnh tật. Tất cả các vấn đề của hoàng gia đều được quản lý bởi Nữ hoàng Alicent và Ser Otto Hightower. Aegon, kết hôn với Helaena, rồi hãm hiếp một người hầu, nhưng đã bị Alicent che đậy. Khi Vaemond đến Red Keep, Rhaenyra đã đưa ra một đề xuất để có được sự hỗ trợ của Công chúa Rhaenys. Cô ấy cũng cầu xin Vua Viserys hãy bảo vệ sự thừa kế của mình, nhắc lại giấc mơ về Aegon - Kẻ Chinh Phạt. Ser Vaemond trình bày kiến nghị của mình trước hội đồng. Khi Rhaenyra bắt đầu nói, Vua Viserys bước vào ngai vàng một cách khó khăn và tuyên bố Lucerys là người thừa kế của Driftmark. Tức giận, Vaemond phỉ báng những đứa trẻ của Rhaenyra là con hoang; Daemon liền chặt đầu ông ta. Hoàng gia đoàn tụ trong một bữa tiệc và dường như họ cố gắng hàn gắn tình cảm. Sau khi Viserys rời đi, Aemond buông lời xúc phạm đối với ba đứa con trai lớn của Rhaenyra, kích động một cuộc chiến. Sau đó, trong lúc Vua Viserys hấp hối, ông lẩm bẩm về giấc mơ về Aegon - Kẻ Chinh Phạt với Alicent (do nhầm cô là Rhaenyra); Alicent lại nghĩ rằng giấc mơ đó nói về con trai của cô, Aegon. |                          |                    |                            |                      |                            |
| 9 | "The Green Council"      | Clare Kilner       | Sara Hess                  | 16 tháng 10 năm 2022 | TBD                        |
| Sau cái chết của Vua Viserys, Hội đồng Nhỏ đã âm mưu đưa Hoàng tử Aegon lên Ngai Sắt. Ser Criston Cole giết Lãnh chúa Beesbury khi ông ta phản đối việc Công chúa Rhaenyra bị soán ngôi, trong khi Tổng chỉ huy Harrold Westerling từ chức để phản đối. Ser Otto trì hoãn việc thông báo về cái chết của nhà vua để củng cố vị trí của họ và yêu cầu sự trung thành từ các quý tộc. Nữ hoàng Alicent cố gắng thuyết phục Công chúa Rhaenys đứng về phía mình nhưng vô ích, trong khi trước đó bà đã bị giam cầm. Khi Aegon biến mất khỏi Red Keep, Otto sai cử Ser Erryk và Ser Arryk tìm kiếm khắp thành phố, trong khi đó Alicent cử Criston và Hoàng tử Aemond. Mysaria, Sâu Trắng, thông báo cho Otto rằng Aegon đang ẩn náu trong vách ngăn của thành phố, nhưng Criston và Aemond đã bắt được anh ta sau một cuộc xô xát nhỏ. Larys Strong cảnh báo Alicent về các gián điệp của Mysaria, vì vậy cô ấy đã thiêu rụi ngôi nhà của mình. Aegon khẳng định anh ta không thích hợp để cai trị, nhưng đã bị Alicent thuyết phục. Trong khi đó, Ser Erryk đưa Rhaenys ra khỏi lâu đài. Otto và hàng trăm người dân tập trung tại sảnh chính của Dragonpit, nơi ông ta thông báo về cái chết của Viserys và phong Aegon lên làm vua. Giữa sự náo động, Rhaenys tiếp cận con rồng Meleys của cô. Sau đó, cô phá hủy hội trường và đối mặt với những kẻ soán ngôi hoàng gia trước khi chạy trốn trên lưng rồng. |                          |                    |                            |                      |                            |
| 10 | "The Black Queen"        | Greg Yaitanes      | Ryan Condal                | 23 tháng 10 năm 2022 | 1.85                       |
| Ở Dragonstone, Công chúa Rhaenys thông báo về cái chết của Vua Viserys và Hoàng tử Aegon đã soán ngôi. Rhaenyra rất tức giận khiến cô chuyển dạ sớm và cái thai bị chết lưu. Hoàng tử Daemon, tin rằng Viserys đã bị sát hại, anh kêu gọi một cuộc chiến. Ser Erryk mang vương miện của Viserys đến và Rhaenyra lên ngôi Nữ Hoàng với sự chứng kiến của nhiều người ở Dragonstone. Ser Otto trình bày các điều khoản của Aegon về sự nhượng bộ với Rhaenyra; cô ấy ngăn Daemon giết Otto và trì hoãn việc trả lời. Daemon tức giận vì Rhaenyra có thể nhượng bộ để thống nhất vương quốc chống lại mối đe dọa được báo trước bởi giấc mơ của Aegon - Kẻ Chinh Phạt. Rhaenys thuyết phục Lãnh chúa Corlys cam kết trung thành của nhà Velaryon với phe Đen của Rhaenyra. Daemon lên kế hoạch chiêu mộ thêm nhiều kỵ binh và đánh thức con rồng lớn Vermithor. Rhaenyra cử 2 Hoàng tử Jacaerys và Lucerys làm sứ giả đến các Nhà Arryn, Stark và Baratheon để thiết lập đồng minh. Lucerys gặp Lãnh chúa Borros Baratheon, người đã từ chối hỗ trợ Rhaenyra vì cô ấy không có đề nghị nào có lợi với ông ta. Hoàng tử Aemond cũng có mặt, dưới sự sắp xếp của Aegon, sẽ kết hôn với con gái của Borros. Aemond muốn một con mắt của Lucerys như một sự trả thù. Lucerys cưỡi con rồng Arrax của mình rời đi, nhưng Aemond đã đuổi theo trên con rồng Vhagar. Những con rồng phớt lờ mệnh lệnh kỵ sĩ của mình; Arrax khạc lửa vào Vhagar; Vhagar trả đũa giết Lucerys và Arrax. Daemon thông báo cho Rhaenyra về cái chết của Lucerys. |                          |                    |                            |                      |                            |

### Phần 2 (2024)
| TT. tổng thể | TT. trong mùa phim | Tiêu đề                       | Đạo diễn                 | Biên kịch     | Ngày phát hành gốc  |
| ------------ | ------------------ | ----------------------------- | ------------------------ | ------------- | ------------------- |
| 11           | 1                  | "A Son for a Son"             | Alan Taylor              | Ryan Condal   | 16 tháng 6 năm 2024 |
| 12           | 2                  | "Rhaenyra the Cruel"          | Clare Kilner             | Sara Hess     | 23 tháng 6 năm 2024 |
| 13           | 3                  | "The Burning Mill"            | Geeta Geeta Vasant Patel | David Hancock | 30 tháng 6 năm 2024 |
| 14           | 4                  | "The Red Dragon and the Gold" | Alan Taylor              | Ryan Condal   | 7 tháng 7 năm 2024  |
| 15           | 5                  | "Regent"                      | Clare Kilner             | Ti Mikkel     | 14 tháng 7 năm 2024 |
| 16           | 6                  | "Smallfolk"                   | Andrij Parekh            | Eileen Shim   | 21 tháng 7 năm 2024 |
| 17           | 7                  | "The Red Sowing"              | Loni Peristere           | David Hancock | 28 tháng 7 năm 2024 |
| 18           | 8                  | "The Queen Who Ever Was"      | Geeta Patel              | Sara Hess     | 4 tháng 8 năm 2024  |

## Quá trình sản xuất

### Chuẩn bị
Năm 2015, trong khi Game of Thrones vẫn đang được sản xuất, các giám đốc điều hành của HBO đã liên lạc với Martin để thảo luận cho phần phim mới tiếp theo. Tháng 11 năm 2018, George R. R. Martin, tác giả của A Song of Ice and Fire thông báo rằng sẽ có một series tiền truyện được dựa theo nội dung từ quyển Fire & Blood. Đến tháng 9 năm 2019, series phim của Martin và Ryan Condal, phần tiền truyện của Game of Thrones được đài HBO ấn định ra mắt. Đến tháng sau, House of Dragon chính thức được xác nhận sản xuất. Condal và Martin sẽ đảm nhận phần kịch bản của phim. Còn đạo diễn sẽ do Miguel Sapochnik đảm nhận, người đã giành được Giải Emmy cho tập phim "Battle of the Bastards" (Game of Thrones). Ramin Djawadi cũng sẽ tham gia vào quá trình sác tác nhạc cho bộ phim.
Nội dung phim lấy bối cảnh 200 năm trước các sự kiện của Game of Thrones dưới thời cai trị của vua Viserys I Targaryen, cuối cùng dẫn đến cuộc nội chiến của nhà Targaryen, được gọi là "Vũ điệu của Bầy Rồng". Cảm hứng của bộ truyện đến từ Lịch sử thời trung cổ Anh và tình trạng vô chính phủ, một cuộc chiến nổ ra để tranh giành quyền kế vị sau cái chết của Henry I, giữa cháu trai Stephen và người con còn sống duy nhất, Hoàng hậu Matilda, người đã chạy trốn đến Normandy vào thế kỷ 12.
Theo đạo diễn Miguel Sapochnik, hơn 2.500 thanh kiếm được sử dụng cho việc thiết kế Ngai Sắt và trong số đó là kiếm thật. Ngai Sắt cũng sẽ được thiết kế hoành tránh hơn so với Ngai Sắt trong Game of Thrones. Ông cũng chia sẽ, phim có tất cả 17 con rồng và 9 con xuất hiện ở phần 1, chúng được thiết kế riêng biệt và mỗi con có một cá tính khác nhau.
Chưa đầy một tuần sau khi công chiếu tập 1, ngày 26 tháng 8 năm 2022 phim thông báo sẽ có phần 2, được thông qua trước đó vào tháng 7. Ngày 31 tháng 8 năm 2022, thông báo rằng Miguel Sapochnik sẽ không tham gia với vai trò đạo diễn và người đồng dẫn chương trình như phần 1, mà chuyển sang vai trò nhà sản xuất điều hành. Ông nói: "Thật khó khăn khi quyết định tiếp tục, nhưng tôi biết rằng đó là sự lựa chọn đúng đắn đối với tôi, về mặt cá nhân và chuyên môn". Alan Taylor, người đã đạo diễn nhiều tập trong Game of Thrones cũng sẽ tham gia vào phần 2 và đóng vai trò là nhà sản xuất điều hành và đạo diễn trong nhiều tập. Sau khi House of the Dragon có phần 2, Bloys thông báo bộ phim dự kiến sẽ ra mắt vào giữa năm 2024, gồm 8 tập. Hess thì chia sẽ với Variety vào cuối tháng 12 năm 2022 rằng phần lớn nội dung của phần 2 tập trung vào âm mưu trả thù Alicent và phe Xanh sau các sự kiện ở tập cuối phần 1.
Trên blog cá nhân của mình vào tháng 12 năm 2023, Martin cho biết phần thứ ba và thứ tư của phim đang được viết kịch bản.
Phần 2 của phim được ấn định ra mắt vào ngày 16 tháng 6 năm 2024 với 8 tập phim, sau khi công bố trailer đầu tiên vào ngày 2 tháng 12 năm 2023 và hai trailer tiếp theo vào 21 tháng 3 năm 2024.
Tháng 6 năm 2024, trước khi ra mắt phần phim thứ 2, loạt phim được thông báo sẽ có phần 3. Condal xác nhận phần 3 hiện đang được viết và được đưa vào sản xuất đầu năm 2025. Tập cuối của phần 2 đã bị rò rỉ trực tuyến, HBO đưa ra thông báo cho biết tập phim rò rỉ bắt nguồn từ một "nhà phân phối bên thứ ba". Sau khi kết thúc phần 2 vào tháng 8, Condal cho biết phim dự kiến sẽ kết thúc trong 4 phần.

### Biên tập
Tháng 1 năm 2020, Casey Bloys, chủ tịch phụ trách lập trình của HBO, thông báo rằng đã bước vào giai đoạn viết kịch bản và bộ phim sẽ ra mắt vào năm 2022. Biên kịch của chương trình gồm Condal và Sara Hess, những người trước đây đã viết kịch bản cho Deadwood và Orange Is the New Black. Martin cũng sẽ tham gia vào quá trình tiền sản xuất, cung cấp thông tin về cốt truyện, xem xét kịch bản và các phần cắt thô. Được biết, chi phí cho mỗi tập phim ở phần 1 là khoản 20 triệu USD.
Trong cuộc phỏng vấn với The Hollywood Reporter trước buổi ra mắt phần 2, Ryan Condal cho biết ánh sáng cho phần 2 đã được thay đổi sau khi nhận được nhiều phản hồi từ người hâm mộ.

### Tuyển chọn diễn viên

#### Phần 1
Đoàn phim bắt đầu tuyển chọn diễn viên cho mùa 1 vào tháng 7 năm 2020. Đến tháng 10, Paddy Considine được chọn vào vai Viserys I Targaryen. Trước đó, Considine được mời đóng một vai diễn trong Game of Thrones nhưng anh đã từ chối do bộ phim có yếu tố giả tưởng. Condal chia sẽ, Considine chính là lựa chọn đầu tiên cho vai diễn "Viserys". Hai tháng sau, Olivia Cooke, Matt Smith và Emma D'Arcy lần lượt được chọn vào vai Alicent Hightower, Daemon Targaryen và Rhaenyra Targaryen. Trong lần trả lời phỏng vấn với The Hollywood Reporter, Smith cho biết ban đầu anh do dự khi đảm nhận vai chính nhưng sau đó đã nhận lời khi biết Considine cũng tham gia. Tháng 2 năm 2021, Rhys Ifans, Steve Toussaint, Eve Best và Sonoya Mizuno tiếp tục được bổ sung vào dàn diễn viên chính của bộ phim. Đến tháng 4, Fabien Frankel xác nhận tham gia diễn xuất với vai Ser Criston Cole. Tháng sau, Graham McTavish cũng tham gia diễn xuất cho phim. Emily Carey và Milly Alcock sau đó cũng được chọn vào tháng 7 năm 2021. Do phim có các khoảng thời gian không liền kề nhau nên cần phải tuyển nhiều diễn viên cho cùng một vai diễn.

#### Phần 2
Ngày 24 tháng 4 năm 2023, Gayle Rankin, Simon Russell Beale, Freddie Fox và Abubakar Salim được thông báo sẽ tham gia vào dàn diễn viên cho mùa thứ hai của phim với lần lượt các vai Alys Rivers, Ser Simon Strong, Ser Gwayne Hightower và Alyn xứ Hull.
Ngày 4 tháng 12 năm 2023, Tom Taylor, Clinton Liberty, Jamie Kenna, Kieran Bew, Tom Bennett và Vincent Regan được công bố tham gia vào dàn diễn viên cho phần 2 với lần lượt các vai Lãnh chúa Cregan Stark, Addam xứ Hull, Ser Alfred Broome, Hugh Hammer, Ulf the White và Ser Rickard Thorne.

#### Phần 3
Tháng 1 năm 2025, James Norton được thông báo tham gia vào dàn diễn viên cho phần 3 với vai Lãnh chúa Ormund Hightower. Đến tháng 3, Tommy Flanagan và Dan Fogler được thông báo tham gia dàn diễn viên với vai Lãnh chúa Roderick Dustin và Ser Torrhen Manderly.
Vào tháng 4 năm 2025, Tom Cullen, Joplin Sibtain và Barry Sloane được công bố sẽ tham gia dàn diễn viên với vai Ser Luthor Largent, Ser Jon Roxton và Ser Adrian Redfort.

### Quay phim
Buổi chụp hình đầu tiên cho phần 1 của phim diễn ra vào tháng 4 năm 2021. House of the Dragon được quay chủ yếu ở Anh. Theo Production List, phần đầu tiên của phim cũng được quay ở Tây Ban Nha và bang California. House of the Dragon là tác phẩm đầu tiên được quay ở bằng công nghệ ảo của hãng phim Bros. Studios, ở Leavesden. Ngày 18 tháng 7 năm 2021, việc sản xuất bị tạm dừng trong hai ngày do một thành viên trong đoàn dương tính với COVID-19.
Theo Hoy, một nhà xuất bản Tây Ban Nha viết rằng House of the Dragon được quay ở tỉnh Cáceres ở miền tây Tây Ban Nha trong khoảng thời gian từ ngày 11 đến ngày 21 tháng 10 năm 2021. Tỉnh Cáceres và trị trấn Trujillo là địa điểm được dùng cho các cảnh quay ở King's Landing. Vào ngày 26 đến ngày 31 tháng 10, phim được quay tại Lâu đài Monsanto ở Bồ Đào Nha.
Một số địa điểm quay phim khác bao gồm Trujillo, Cáceres, một thị trấn thời Trung cổ. Các địa điểm ở Cornwall, Anh bao gồm Núi St Michael, Bãi biển Holywell và Vịnh Kynance. Các địa điểm khác ở Castleton, Derbyshire gồm các địa điểm là Cave Dale, Eldon Hill Quarry và Market Place. Một số cảnh được quay ở Aldershot, Hampshire. Phần lớn của phần 1, các cảnh phim được quay bằng máy quay Arri Alexa;  cụ thể là Alexa 65 dành cho máy chính và Alexa Mini LFs cho máy hỗ trợ. Hiệu ứng hình ảnh được sản xuất một phần bởi Pixomondo, người đã làm việc trong phim Game of Thrones và đã nhận được Giải Emmy cho Hiệu ứng hình ảnh xuất sắc nhất. Tháng 2 năm 2022, HBO xác nhận House of the Dragon đã hoàn thành giai đoạn sản xuất.
Phần 2 của phim bắt đầu quay vào ngày 11 tháng 4 năm 20232 tại hãng phim Bros. Studios, ở Leavesden, Watford, Anh và chuyển đến Cáceres, Tây Ban Nha vào ngày 18 tháng 5 năm 2023. Bộ phim tiếp tục quay trong suốt cuộc đình công SAG-AFTRA vào năm 2023. Mặc dù đây là phim của Mỹ, nhưng dàn diễn viên đa phần là người Anh nên vẫn phải làm việc theo các quy tắc địa phương do Equity quản lý. Quá trình quay phim kết thúc vào ngày 29 tháng 9 năm 2023.
Quá trình quay phim cho phần 3 bắt đầu vào ngày 21 tháng 3 năm 2025 tại Leavesden Studios, Watford; dự kiến kéo dài từ tháng 3 đến tháng 10.

### Âm nhạc
Tháng 2 năm 2021, Ramin Djawadi được thông báo là người sẽ sáng tác nhạc cho bộ phim, anh trước đó cũng đã sáng tác nhạc cho cả 8 phần của Game of Thrones, bộ phim đã mang về cho anh 3 đề cử tại Giải Grammy và 2 chiến thắng tại Giải Emmy. Djawadi và những người làm việc cùng đã quyết định giữ lại bài hát chủ đề "Chủ đề Game of Thrones" cho House of the Dragon. Bài hát ra mắt trong phần mở đầu ở tập thứ 2. Trong một cuộc phỏng vấn với The A.V. Club, Djawadi nói rằng bài hát chủ đề ban đầu được sử dụng để "gắn kết các phần phim lại với nhau". Ở phần 1 của phim, cả Djawadi, Condal và Sapochnik đã xem từng tập nhằm ghi chú về thời điểm phát nhạc và giai điệu để đưa vào từng cảnh phim cho hợp lý. Các mô típ nhân vật của Game of Thrones cũng được xuất hiện trong House of the Dragon, bao gồm cả bài chủ đề Rồng "Dracarys".

### Ngôn ngữ
Tương tự với Game of Thrones, House of the Dragon cũng sử dụng tiếng Anh và tiếng High Valyrian, một ngôn ngữ hư cấu được sáng tạo bởi David J. Peterson. Không giống như Game of Thrones, House of the Dragon có những đoạn thoại dùng tiếng Valyrian kéo dài ở nhiều phân cảnh. Trong phim, tiếng Valyrian được nhà Targaryen và nhà Velaryon sử dụng, cho nên yêu cầu các diễn viên phải học thêm ngôn ngữ này.

### Phát sóng
House of the Dragon công chiếu vào ngày 21 tháng 8 năm 2022 trên HBO và HBO Max. Đây là loạt phim mới đầu tiên của HBO công chiếu ở định dạng 4K, Dolby Vision HDR và Dolby Atmos trên HBO Max. Vào đêm công chiếu, do lượng người xem truy cập cao nên nền tảng HBO Max của HBO bị quá tải và gặp sự cố, chủ yếu dành cho người xem sử dụng thiết bị Amazon Fire TV, Downdetector đã ghi nhận 3.700 trường hợp ứng dụng không phản hồi; hay HBO Max trên kênh đối tác như Crave (Canada).
Tập đầu tiên của phim cũng được đăng tải trên YouTube vào ngày 2 tháng 9 năm 2022, qua đó người xem có thể xem phim mà không cần trả phí.

#### Phát sóng ở quốc tế
Tại New Zealand, phim được phát trên kênh truyền hình Sky's SoHo và trang web trực tuyến Neon. Tại Philippines, phim được phát trên SKY thông qua các dịch vụ truyền hình cáp và các nền tảng phát trực tuyến kỹ thuật số khác. Tại Ấn Độ, phim được chiếu trên kênh JioHotstar. Còn ở Anh, Ireland, Ý, Đức, Áo và Thụy Sĩ, phim đều được phát sóng trên kênh truyền hình trả phí Sky Atlantic và trang dịch vụ Now. Ở Canada thì phim được chiếu trên trang phát trực tuyến Crave của Bell Media và kênh HBO được liên kết. Ở Úc thì được phát trực tuyến trên Binge và Foxtel. Tập cuối mùa một của phim bị rò rỉ trên mạng một tuần trước ngày công chiếu.

#### Phát sóng tại gia đình
Phần 1 được phát hành trên đĩa 4K UHD Blu-ray (bao gồm phiên bản đặc biệt của SteelBook), đĩa Blu-ray tiêu chuẩn và DVD vào ngày 20 tháng 12 năm 2022 và chứa hơn một giờ cảnh hậu trường. Phần 2 được phát hành trên tất cả các định dạng phương tiện vật lý tương tự vào ngày 19 tháng 11 năm 2024.

## Đón nhận

### Phần 1
Trên trang web tổng hợp phê bình Rotten Tomatoes, House of the Dragon giữ mức phê bình là 90% với điểm đánh giá trung bình là 7.85, được dựa theo 876 bài phê bình khác nhau. Trong khi trên Metacritic, với 43 bài phê bình khác nhau, bộ phim nhận được số điểm 69/100, cho thấy "dấu hiệu khả quan" của phim khi ra mắt.
Nielsen ước tính tập phim đã được 10.6 triệu khán giả theo dõi trên HBO Max trong bốn ngày đầu tiên, con số này tăng lên 14.5 triệu khi bao gồm cả lượng người xem trên kênh HBO chính. Trong khi đó, Samba TV thông tin có 4.8 triệu các hộ gia đình ở Mỹ đã xem trực tuyến trong bốn ngày đầu tiên. Bộ phim cũng rất nổi tiếng trên mạng xã hội, với buổi ra mắt là chủ đề thịnh hành ở một số mạng xã hội như Twitter hay Google Trends.
Một ngày sau khi phim ra mắt, HBO cho biết tập phim được ước tính khoảng 9.99 triệu người xem ở Hoa Kỳ trong đêm đầu tiên ra mắt - bao gồm cả người xem tuyến tính và lượt phát trực tuyến trên HBO Max, là phim công chiếu có lượt xem cao nhất trong lịch sử của HBO. Đến thứ 6, phim đạt hơn 20 triệu lượt xem và gần 25 triệu ở Mỹ trên tất cả các nền tảng sau một tuần ra mắt. Ở tập 2, phim thu về 10.2 triệu lượt xem chỉ tính riêng ở Mỹ, dựa theo dữ liệu của Nielsen Corporation và HBO. Con số này đã tăng 2% so với tập đầu tiên. Đến tập 3, lượt xem tăng lên 16 triệu trong ba ngày đầu tiên, tăng hơn 22% so với tập 2. Theo Variety, lượng khán giả xem tập 4 trên tất cả các nền tảng cao hơn 5% so với tập 3 trong đêm công chiếu.
HBO thông tin, tập cuối của mùa 1 đã được 9.3 triệu khán giả theo dõi trên tất cả các nền tảng trong đêm công chiếu, đây là lượng người xem cao nhất cho bất kỳ tập cuối nào của chương trình từ HBO kể từ tập cuối của loạt phim Game of Thrones. Bộ phim thu hút trung bình 9–9.5 triệu người xem cho mỗi tập trong đêm công chiếu và tổng cộng 29 triệu người xem sau một tuần công chiếu. Nielsen thông báo vào tháng 11 năm 2022 với 35% người xem chương trình ở độ tuổi từ 18–34. Tương tự như Game of Thrones, mùa đầu tiên của House of the Dragon cũng bị vi phạm bản quyền và được chiếu trên các kênh lậu.

### Phần 2
Trên Rotten Tomatoes, mùa 2 có tỷ lệ phê bình là 84%, dựa trên 270 bài phê bình với điểm trung bình là 7.6/10. Còn trên Metacritic, phần 2 nhận được số điểm 73/100 dựa vào 37 bài phê bình, cho thấy "các bài đánh giá nhìn chung là đều thuận lợi".
Tập đầu tiên của phần 2 đạt 7,8 triệu người xem trực tuyến vào buổi ra mắt tối chủ nhật ngày 16 tháng 6, giảm 22% lượng người xem so với phần trước (10 triệu). Ở Mỹ Latinh, lượng người xem tăng 30% so với mùa 1. Theo Samba TV, lượng khán giả xem buổi công chiếu tập đầu tiên được 1,3 triệu hộ gia đình Hoa Kỳ theo dõi, thấp hơn so với 2,6 triệu của phần 1. Theo Nielsen, phim thu hút được lượng người xem trực tuyến cao nhất trong một tuần, cụ thể từ ngày 17 đến ngày 23 tháng 6 năm 2024, thu về lượng người xem là 1,23 tỷ phút. Lượng người xem cho phần 2 tăng đều khi các tập tiếp theo được phát hành, đạt mức 8,1 triệu người xem cho tập 4. Tập cuối của phần 2 cũng đạt lượng xem cao nhất với 8,9 triệu lượt xem. Nhìn chung, theo Warner Bros. Discovery, phần 2 của "House of the Dragon" đạt trung bình gần 25 triệu lượt xem trên nhiều nền tảng khác nhau.

## Giải thưởng
| Giải thưởng                                        | Năm  | Hạng mục | Đề cử cho | Kết quả      | Ref.            |
| -------------------------------------------------- | ---- | --- | --- | ------------ | --------------- |
| Giải thưởng Hiệp hội Quay phim Mỹ (ASC)            | 2023 | Quay phim xuất sắc nhất trong tập phim dài tập dành cho truyền hình phi thương mại                                           | Catherine Goldschmidt (cho tập "The Lord of the Tides") | Đề cử        | [ 150 ]         |
| Giải thưởng Hiệp hội Quay phim Mỹ (ASC)            | 2023 | Quay phim xuất sắc nhất trong tập phim dài tập dành cho truyền hình phi thương mại                                           | Alejandro Martinez (cho tập "The Green Council") | Đề cử        | [ 150 ]         |
| Art Directors Guild Awards (ADG)                   | 2023 | Thiết kế sản xuất của tập phim viễn tưởng - Camera Series                                                                    | Jim Clay (cho tập "The Heirs of the Dragon") | Đề cử        | [ 151 ]         |
| Giải Annie                                         | 2025 | Thành tựu nổi bật về hoạt hình nhân vật trong một tác phẩm hành động trực tiếp                                               | Jason Snyman, Manjoe Chan, Chloe McLean, Cedric Enriquez Canlas, Vincent Lee                                                                                 | Đề cử        | [ 152 ]         |
| BAFTA Cymru Awards                                 | 2023 | Nam diễn viên xuất sắc nhất                                                                                                  | Rhys Ifans | Đề cử        | [ 153 ]         |
| BAFTA TV CRAFT Awards                              | 2023 | Trang điểm và làm tóc đẹp nhất                                                                                               | Amanda Knight, Barbie Gower, Rosalia Culora | Đoạt giải    | [ 154 ]         |
| BAFTA TV CRAFT Awards                              | 2023 | Âm thanh xuất sắc nhất: thể loại khoa học viễn tưởng/giả tưởng                                                               | Alastair Sirkett, Doug Cooper, Martin Seeley, Paula Fairfield, Tim Hands, Adele Fletcher                                                                     | Đoạt giải    | [ 154 ]         |
| BAFTA TV CRAFT Awards                              | 2023 | Hiệu ứng đồ họa, hình ảnh xuất sắc nhất                                                                                      | Angus Bickerton, Nikeah Forde, Asa Shoul, Mike Dawson, MPC, Pixomondo                                                                                        | Đoạt giải    | [ 154 ]         |
| Giải thưởng Hiệp hội quay phim Anh (BSC)           | 2023 | Quay phim xuất sắc nhất trong phim truyền hình chính kịch                                                                    | Fabian Wagner (cho tập "The Heirs of the Dragon") | Đề cử        | [ 155 ]         |
| Giải thưởng Hiệp hội thiết kế trang phục (CDG)     | 2023 | Thiết kế trang phục xuất sắc nhất trong thể loại truyền hình khoa học viễn tưởng/giả tưởng                                   | Jany Temime (cho tập "The Heirs of the Dragon") | Đoạt giải    | [ 156 ]         |
| Giải thưởng Hiệp hội thiết kế trang phục (CDG)     | 2025 | Thiết kế trang phục xuất sắc nhất trong thể loại truyền hình khoa học viễn tưởng/giả tưởng                                   | Caroline McCall (cho tập "The Red Dragon and the Gold") | Đề cử        | [ 157 ]         |
| Giải Lựa chọn của Giới phê bình Điện ảnh           | 2023 | Phim truyền hình hay nhất | House of the Dragon | Đề cử        | [ 158 ]         |
| Giải Lựa chọn của Giới phê bình Điện ảnh           | 2023 | Nam diễn viên phụ xuất sắc nhất trong phim truyền hình nhiều tập                                                             | Matt Smith | Đề cử        | [ 158 ]         |
| Giải Lựa chọn của Giới phê bình Điện ảnh           | 2023 | Nữ diễn viên phụ xuất sắc nhất trong phim truyền hình nhiều tập                                                              | Milly Alcock | Đề cử        | [ 158 ]         |
| Critics' Choice Super Awards                       | 2023 | Loạt phim khoa học viễn tưởng/giả tưởng xuất sắc nhất                                                                        | House of the Dragon | Đề cử        | [ 159 ]         |
| Critics' Choice Super Awards                       | 2023 | Nam diễn viên chính xuất sắc nhất trong phim khoa học viễn tưởng/giả tưởng                                                   | Matt Smith | Đề cử        | [ 159 ]         |
| Critics' Choice Super Awards                       | 2023 | Nữ diễn viên chính xuất sắc nhất trong phim khoa học viễn tưởng/giả tưởng                                                    | Milly Alcock | Đề cử        | [ 159 ]         |
| Critics' Choice Super Awards                       | 2023 | Nhân vật phản diện hay nhất phim                                                                                             | Matt Smith | Đề cử        | [ 159 ]         |
| Golden Globe Awards                                | 2023 | Phim truyền hình hay nhất – Chính kịch                                                                                       | House of the Dragon | Đoạt giải    | [ 160 ]         |
| Golden Globe Awards                                | 2023 | Nữ diễn viên chính xuất sắc nhất trong phim truyền hình dài tập – Chính kịch                                                 | Emma D'Arcy | Đề cử        | [ 160 ]         |
| Golden Globe Awards                                | 2025 | Nữ diễn viên chính xuất sắc nhất trong phim truyền hình dài tập – Chính kịch                                                 | Emma D'Arcy | Đề cử        | [ 161 ]         |
| Golden Reel Awards                                 | 2025 | Thành tựu nổi bật trong biên tập âm thanh – Hiệu ứng hình thức dài phát sóng và Foley                                        | Alastair Sirkett, Paula Fairfield, Martin Cantwell, Ruth Knight, Mathias Schuster, Rebecca Glover, Barnaby Smyth (cho tập "The Red Dragon and the Gold")     | Đề cử        | [ 162 ]         |
| Golden Trailer Awards                              | 2022 | Phim chính kịch hay nhất dành cho thể loại phim truyền hình/sê-ri phát trực tuyến (Trailer/Teaser/TV Spot)                   | House of the Dragon | Đoạt giải    | [ 163 ]         |
| Golden Trailer Awards                              | 2023 | Cuộc phiêu lưu giả tưởng hay nhất dành cho phim truyền hình/sê-ri phát trực tuyến (Trailer/Teaser/TV Spot)                   | "Heir" (GrandSon) | Đề cử        | [ 164 ]         |
| Golden Trailer Awards                              | 2023 | Biên tập âm thanh xuất sắc nhất dành cho phim truyền hình/sê-ri phát trực tuyến (Trailer/Teaser/TV Spot)                     | "Heir" (GrandSon) | Đề cử        | [ 164 ]         |
| Golden Trailer Awards                              | 2025 | Best Fantasy Adventure (Trailer/Teaser) for a TV/Streaming Series                                                            | "Season 2: Official Trailer" (HBO MAX / Intermission Film)                                                                                                   | Đoạt giải    | [ 165 ] [ 166 ] |
| Giải Hiệp hội phê bình Hollywood (HCA)             | 2023 | Nữ diễn viên chính xuất sắc nhất trong phim truyền hình hoặc phim truyền hình cáp                                            | Emma D'Arcy | Đề cử        | [ 167 ]         |
| Giải Hiệp hội phê bình Hollywood (HCA)             | 2023 | Nam diễn viên phụ xuất sắc nhất trong phim truyền hình dài tập hoặc phim truyền hình cáp, phim chính kịch                    | Matt Smith | Đề cử        | [ 167 ]         |
| Make-Up Artists & Hair Stylists Guild              | 2023 | Tạo hình nhân vật xuất sắc nhất trong phim truyền hình/ loạt phim giới hạn/ phim ngắn hoặc phim truyền hình mới              | Amanda Knight, Sara Kramer, Heather McMullen | Đề cử        | [ 168 ]         |
| Make-Up Artists & Hair Stylists Guild              | 2025 | Hiệu ứng trang điểm đặc biệt xuất sắc nhất trong phim truyền hình dài tập, phim ngắn tập hoặc phim truyền hình nhiều tập mới | Waldo Mason, Emma Faulkes, Hannah Ecclestone, Heather McMullen                                                                                               | Đề cử        | [ 169 ]         |
| MTV Movie & TV Awards                              | 2023 | Hiệu suất đột phá tốt nhất                                                                                                   | Emma D'Arcy | Đề cử        | [ 170 ]         |
| People's Choice Awards                             | 2022 | Chương trình truyền hình được yêu thích nhất năm 2022                                                                        | House of the Dragon | Đề cử        | [ 171 ]         |
| People's Choice Awards                             | 2022 | Chương trình khoa học viễn tưởng/giả tưởng được yêu thích nhất năm 2022                                                      | House of the Dragon | Đề cử        | [ 171 ]         |
| Giải Primetime Emmy                                | 2024 | Phim truyền hình dài tập xuất sắc nhất                                                                                       | House of the Dragon | Đề cử        | [ 172 ]         |
| Creative Arts Emmys                                | 2024 | Loạt phim thực tế hoặc phi hư cấu dạng ngắn nổi bật                                                                          | House of the Dragon: Bên trong tập phim | Đề cử        | [ 172 ]         |
| Creative Arts Emmys                                | 2024 | Thiết kế sản xuất xuất sắc nhất cho giai đoạn tường thuật hoặc chương trình giả tưởng (Một giờ)                              | Jim Clay, Dominic Masters, and Claire Nia Richards (cho tập "The Heirs of the Dragon")                                                                       | Đề cử        | [ 172 ]         |
| Creative Arts Emmys                                | 2024 | Quay phim xuất sắc nhất (Một giờ)                                                                                            | Catherine Goldschmidt (cho tập "The Lord of the Tides") | Đề cử        | [ 172 ]         |
| Creative Arts Emmys                                | 2024 | Trang phục khoa học viễn tưởng/giả tưởng xuất sắc nhất                                                                       | Jany Temime, Katherine Burchill, Paul Yeowell, Designer Rachel George, Joanna Lynch (cho tập "The Heirs of the Dragon")                                      | Đoạt giải    | [ 172 ]         |
| Creative Arts Emmys                                | 2024 | Trang điểm nhân vật | Amanda Knight, Hannah Eccleston, Heather McMullen, Kashiya Hinds, Harriet Thompson, Natalie Wickens, Bonny Monger (cho tậl "We Light the Way")               | Đề cử        | [ 172 ]         |
| Creative Arts Emmys                                | 2024 | Trang điểm giả xuất sắc nhất                                                                                                 | Barrie Gower, Sarah Gower, Emma Faulkes, Duncan Jarman, Paula Eden (cho tập "The Lord of the Tides")                                                         | Đề cử        | [ 172 ]         |
| Creative Arts Emmys                                | 2024 | Biên tập âm thanh xuất sắc nhất cho phim truyền hình hài hoặc chính kịch (Một giờ)                                           | Al Sirkett, Tim Hands, Adele Fletcher, Paula Fairfield, David Klotz, Timeri Duplat, Mathias Schuster, Barnaby Smyth, Paula Boram (cho tập "The Black Queen") | Đề cử        | [ 172 ]         |
| Creative Arts Emmys                                | 2024 | Hiệu ứng hình ảnh xuất sắc nhất trong một phần hoặc một bộ phim                                                              | Angus Bickerton, Nikeah Forde, Thomas Horton, Sven Martin, Mark Spindler, Mark Dauth, Sebastian Meszmann, Mike Bell and Tobias Graa Winblad                  | Đề cử        | [ 172 ]         |
| Queerties Awards                                   | 2023 | Hiệu xuất truyền hình tốt nhất                                                                                               | Emma D'Arcy | Runner-up    | [ 173 ]         |
| Saturn Awards                                      | 2024 | Phim truyền hình giả tưởng hay nhất                                                                                          | House of the Dragon | Đề cử        | [ 174 ]         |
| Saturn Awards                                      | 2024 | Nữ diễn viên xuất sắc nhất trong phim truyền hình nhiều tập                                                                  | Emma D'Arcy | Đề cử        | [ 174 ]         |
| Saturn Awards                                      | 2024 | Nam diễn viên phụ xuất sắc nhất trong phim truyền hình nhiều tập                                                             | Matt Smith | Đề cử        | [ 174 ]         |
| Saturn Awards                                      | 2024 | Diễn xuất xuất sắc nhất của một diễn viên trẻ trên truyền hình                                                               | Milly Alcock | Đề cử        | [ 174 ]         |
| Saturn Awards                                      | 2025 | Phim truyền hình giả tưởng hay nhất                                                                                          | House of the Dragon | Đoạt giải    | [ 175 ]         |
| Saturn Awards                                      | 2025 | Nữ diễn viên chính xuất sắc nhất trong phim truyền hình dài tập                                                              | Emma D'Arcy | Đề cử        | [ 175 ]         |
| Saturn Awards                                      | 2025 | Nam diễn viên phụ xuất sắc nhất trong phim truyền hình dài tập                                                               | Matt Smith | Đề cử        | [ 175 ]         |
| Satellite Awards                                   | 2024 | Series phim xuất sắc nhất | House of the Dragon | Đề cử        | [ 176 ]         |
| Giải Nghiệp Đoàn Diễn Viên Màn Ảnh                 | 2023 | Màn trình diễn xuất sắc nhất của dàn diễn viên đóng thế trong phim truyền hình nhiều tập                                     | House of the Dragon | Đề cử        | [ 177 ]         |
| Giải Nghiệp Đoàn Diễn Viên Màn Ảnh                 | 2025 | Diễn xuất xuất sắc nhất của một nhóm diễn viên đóng thế trong một loạt phim truyền hình                                      | House of the Dragon | Đề cử        | [ 178 ]         |
| Hiệp hội hiệu ứng hình ảnh (VES)                   | 2023 | Hiệu ứng hình ảnh xuất sắc nhất trong một tập ảnh thực tế                                                                    | Angus Bickerton, Nikeah Forde, Sven Martin, Michael Bell, Michael Dawson (cho tập "The Black Queen")                                                         | Đề cử        | [ 179 ]         |
| Hiệp hội hiệu ứng hình ảnh (VES)                   | 2023 | Bố cục và ánh sáng xuất sắc trong một tập phim                                                                               | Kevin Friederichs, Sean Raffel, Florian Franke, Andreas Steinlein (cho tập "The Black Queen")                                                                | Đề cử        | [ 179 ]         |
| Hiệp hội hiệu ứng hình ảnh (VES)                   | 2025 | Kỹ thuật quay phim ảo xuất sắc trong dự án CG                                                                                | Matt Perrin, James Thompson, Jacob Doehner, P.J. Dillon (cho tập "The Red Dragon and the Gold" ("Battle at Rook's Rest")                                     | Đề cử        | [ 180 ]         |
| Hiệp hội hiệu ứng hình ảnh (VES)                   | 2025 | Outstanding Visual Effects in a Photoreal Episode                                                                            | Daði Einarsson, Tom Horton, Sven Martin, Wayne Stables, Mike Dawson (cho tập "The Red Dragon and the Gold" )                                                 | Đề cử        | [ 180 ]         |
| Giải thưởng của Hiệp hội Trang trí Sân khấu Hoa Kỳ | 2024 | Thành tựu xuất sắc nhất về Trang trí/Thiết kế cho loạt phim khoa học viễn tưởng hoặc phim kỳ ảo dài một giờ                  | Claire Nia Richards, Jim Clay | Chưa công bố | [ 181 ]         |